# Bằng Lăng
Ngô Bằng Lăng (sinh năm 1979 tại Thành phố Hồ Chí Minh) là một cựu siêu mẫu thuộc thế hệ người mẫu thứ ba, kiêm diễn viên người Việt Nam. Cô gây ấn tượng trên màn ảnh thông qua Gái nhảy, Lọ Lem đường phố, Nữ tướng cướp, những bộ phim đình đám giúp cô được biết đến rộng rãi như một trong những người có công đưa hình ảnh người mẫu đến gần với khán giả hơn. Nổi tiếng với làn da ngăm ấn tượng cùng gương mặt góc cạnh, cô thường được mệnh danh là Viên ngọc đen của làng mẫu Việt.

## Tiểu sử và nghiệp
Ngô Bằng Lăng sinh ra và lớn lên tại Thành phố Hồ Chí Minh, cô hoạt động từ năm 1997 khi còn đang học lớp 12, là một trong những người mẫu thế hệ đầu tiên của Việt Nam. Năm 2002, cô ghi danh cuộc thi Tìm kiếm Người mẫu Thời trang Châu Á (tiền thân của Siêu mẫu Việt Nam) và lọt vào Top 10, nhận giải thưởng Siêu mẫu Phong cách.
Tên tuổi của Bằng Lăng trở nên sáng giá sau khi tham gia vào loạt phim Gái nhảy năm 2003, bộ phim đạt doanh thu 12 tỷ đồng, trở thành bộ phim Việt Nam có doanh thu cao nhất tính từ thời kỳ đổi mới cho đến thời điểm công chiếu. Cô từng xuất hiện trên gần 20 bìa báo và tạp chí, trong đó có những bìa thuộc các tạp chí nổi tiếng như Điện ảnh Kịch trường, Tiếp thị và Gia đình, Mỹ thuật, Đẹp, Sành điệu, Thể thao Văn hóa và Đàn ông,...
Năm 2007, cô từ giã sàn diễn thời trang và chính thức giải nghệ điện ảnh vào năm 2009 sau khi hoàn thành vai diễn trong bộ phim Có lẽ nào ta yêu nhau.

## Phim đã tham gia
- : Vai diễn đoạt giải thưởng điện ảnh

| Năm  | Tựa phim              | Định dạng            | Vai diễn | Đạo diễn           |
| ---- | --------------------- | -------------------- | -------- | ------------------ |
| 2003 | Gái nhảy              | Điện ảnh             | Ngọc     | Lê Hoàng           |
| 2004 | Gái nhảy 2            | Điện ảnh             | Ngọc     | Lê Hoàng           |
| 2004 | Nữ tướng cướp         | Điện ảnh             | Hồng     | Lê Hoàng           |
| 2004 | Dốc tình              | Truyền hình          | Nhung    | Lưu Trọng Ninh     |
| 2007 | Cải ơi!               | Điện ảnh truyền hình | Thương   | Nguyễn Phương Điền |
| 2007 | Acapella              | Truyền hình          | An       | Mỹ Khanh           |
| 2007 | Ván cờ tình yêu       | Truyền hình          | San      | Trần Cảnh Đôn      |
| 2009 | Áo cưới thiên đường   | Truyền hình          | Kim      | Nguyễn Võ Duy Ngọc |
| 2009 | Có lẽ nào ta yêu nhau | Truyền hình          | Sự       | Tống Thành Vinh    |

## Show diễn tiêu biểu
| Năm  | Vị trí  | Bộ sưu tập | Khuôn khổ                          | Nhà thiết kế/Brand | Ref |
| 2006 | Vedette |            | Vietnam Fashion Week Spring/Summer | Minh Khoa          |     |